# کشاورزی در آفریقای جنوبی

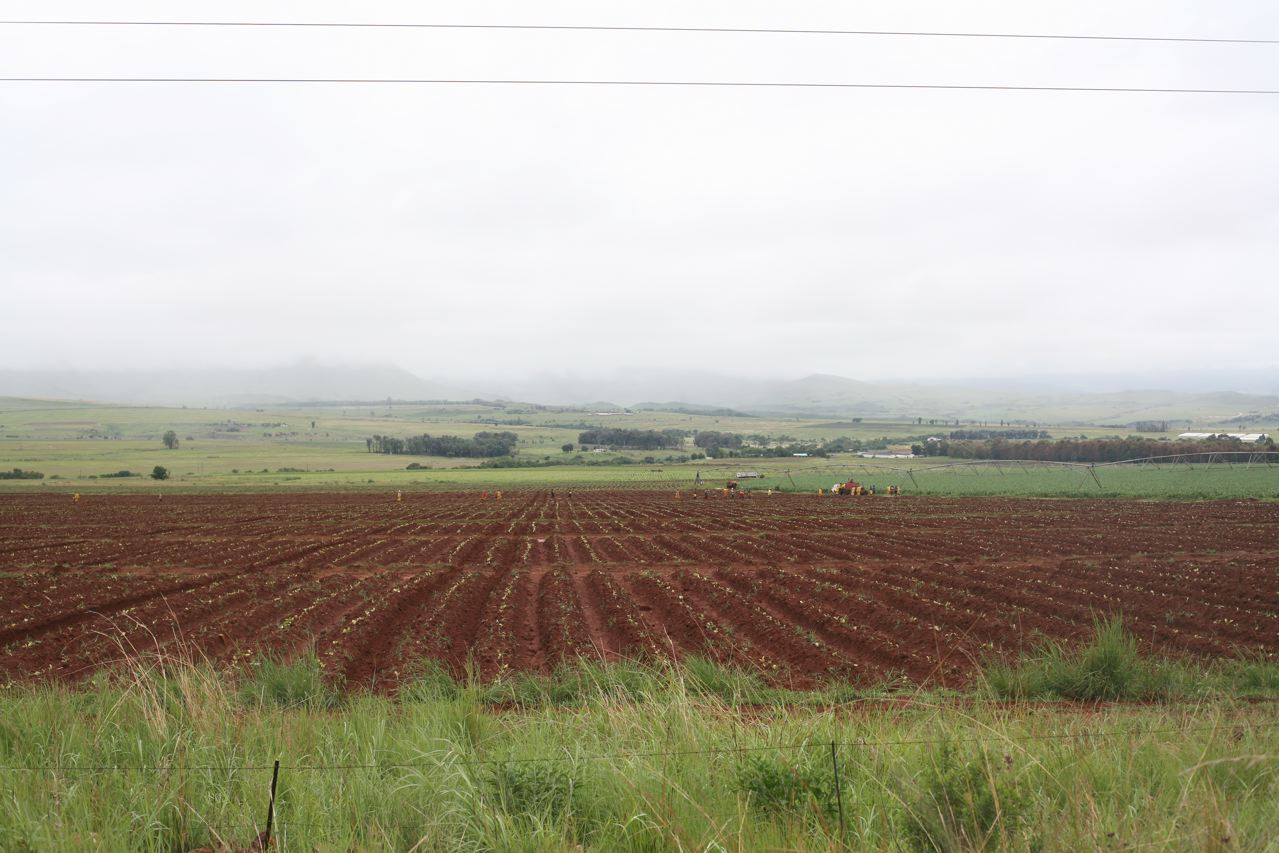
كارگران در حال كاشت در مزرعه اي در منطقه مركزي ام پومالانگا

آفریقای جنوبی بخش کشاورزی عظیمی دارد و صادرکننده خالص محصولات  کشاورزی  است تقریباً هزار  تعاونی کشاورزی  و  مشاغل کشاورزی  در سراسر کشور وجود دارد و صادرات کشاورزی ۸ درصد از صادرات کل این کشور در ۵ سال اخیر را تشکیل داده‌است.  صنعت کشاورزی حدود ۱۰ از میزان بیکاری رسمی می‌کاهد که نسبت به دیگر مناطق قاره عدد بزرگی نیست و همچنین برای کارگران موقت کار فراهم می‌کند و ۶/۲ درصد از  تولید ناخالص داخلی  ملت را تشکیل می‌دهد.
به هرحال به دلیل خشکی زمین تنها ۵/۱۳ درصد آن می‌تواند برای تولید محصول استفاده شود و تنها ۳ درصد آن کاملاً حاصلخیز محسوب می‌شود.
اگرچه بخش بازرگانی کشاورزی نسبتاً خوب توسعه یافته مردم در بعضی مناطق روستایی هنوز با  پول ناچیز کشاورزی  امرار معاش می‌کنند.این کشور هشتمین کشور بزرگ تولیدکننده شراب و یازدهمین تولیدکننده بزرگ تخم آفتابگردان جهان است.  این کشور صادرکننده خالص محصولات کشاورزی وغذایی است که بزرگ‌ترین صادرات آن‌ها  شکر، انگور، مرکبات، نکتار، شراب  و میوه‌های درختان برگ ریز  است.

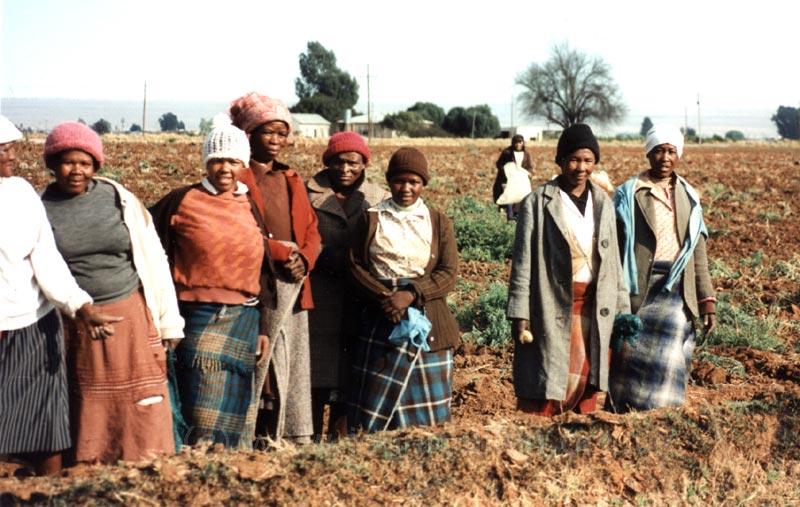
كارگران مزارع

بزرگ‌ترین تولید محلی آن‌ها ذرت  ( بلال ) است که طبق میلیون تن از آن مصرف می‌شود. دام زمین‌های کشاورزی این کشور نیز معروفند و۸۵ درصد گوشت مصرفی در داخل کشور تولید می‌شود.  صنعت شیر شامل ۴۳۰۰ تولیدکننده شیر است و باعث امرار معاش ۴۰هزار نفر دیگر نیز می‌شود.}}
در سال‌های اخیر بخش کشاورزی اصلاحات مختلفی را انجام داده که بعضی از آن‌ها جنجالی بوده‌اند بمانند  اصلاحات ارضی  و حذف نظامات دولتی از بازار محصولات کشاورزی. اصلاحات ارضی از سوی هر دو گروه کشاورزان و کارگان بدون زمین مورد انتقاد قرار گرفته‌است. گروه دوم اعتراض دارند که سرعت تغییر زیاد نبوده و گروه اول ادعای رفتار نژاد پرستانه کرده و اظهار نگرانی کرده‌است که موقعیتی مشابه با  سیاست اصلاحات ارضی رابرت موگابی 
را به وجود می‌آورد، هراس و ترسی که حتی توسط اظهارات  فومزیل ام لامبوان جی کوکا  آشکارتر می‌شود. این بخش همچنان درگیر مشکلاتی همچون رقابت افزایش یافته خارجی و جرم است که دوچالش عمده این صنعت  هستند. جرم علیه جامعه کشاورزی روستایی شاهد حملات و آزارهای بسیاری بوده و بمانند  قتلهای کشاورزی  در سال ۲۰۰۰ دچار مشکل شده‌است و این منجر به فرار بسیاری از کشاورزان تجاری به حومه شهر برای نگهداری از جوامع محدود شهری و موارد پیشنهادی توسط ملت‌های دیگر شده‌است. دولت متهم به اختصاص ندادن وقت و بودجه کافی برای مقابله با این مشکل شده‌است در جاییکه مخالف با دیگر اشکال جرائم سنگین است یا متهم به بی لیاقتی و بی کفایتی شده‌است.
موضوع دیگری که بر کشاورزی آفریقای جنوبی تأثیر گذاشته صدمات محیطی است که به دلیل استفاده نادرست از زمین و تغییرات آب و هوایی کره زمین به وجود آمده‌است آفریقای جنوبی بطرز عجیبی متأثر از تغییرات آب و هوایی است و منجر به کاهش آب‌های روی زمین آن شده‌است.  بعضی پیش‌بینی‌ها نشان می‌دهد که ذخایر آب روی زمین تا سال ۲۰۷۰ در بخش‌هایی از کیپ غربی تا ۶۰ درصد کاهش می‌یابند.
برای جلوگیری از صدمات ناشی از سوء مدیریت زمین دولت برنامه‌ای پیشنهاد کرده‌است. که  پیشرفت مداوم و استفاده از منابع طبیعی را ارتقا می‌بخشد.